# Shalatin
Shalatin in arabo شلاتين‎? o  Shalaten, o Bir Shelatin, è una piccola città dell'Egitto. Si trova nell'estremo sud del Paese presso il confine con il Sudan, poco a nord del territorio conteso del Triangolo di Hala'ib. Dista circa 520 km da Hurghada e 300 km da Assuan.
Shalatin è divisa in tre zone: il porto, la zona delle abitazioni e il mercato. Il porto è situato a pochi chilometri a nord-est del paese, in una piccola baia in cui sono ancorate decine di piccole barche da pesca dai colori variopinti. All'esterno del porto si trovano il palazzo del governatore e quello dell'amministrazione cittadina. La cittadina ha nel complesso una buona struttura urbanistica, con ampi spazi tra le abitazioni e strade principali ampie e con le indicazioni sia in arabo che in inglese.
Nonostante la relativa vicinanza alla costa del Mar Rosso (circa 5 km) l'attività turistica è solo agli inizi. Fino al 2005 in città si trovava un solo albergo.
L'attività economica più importante della zona è senz'altro quella legata al commercio dei cammelli. Grazie alla sua posizione geografica Shalatin è da secoli luogo di commercio di cammelli. Le carovane provenienti dal Sudan hanno qui il loro principale punto di incontro e scambio; vengono formate le carovane di cammelli dirette ad Assuan e poi verso Il Cairo e la costa del Mediterraneo.

## Mercato dei cammelli
Il mercato dei cammelli di Shalatin è forse il più importante dell'Egitto. Si tiene all'aperto in un grande spiazzo, non vi è nessuna struttura. I cammelli, in realtà quasi tutti dromedari, giungono qui dal Sudan in carovane, o molto più spesso in camion coloratissimi, dove sono stipati alla meglio. Gli animali vengono tenuti con una zampa legata, per evitare che scappino dallo spiazzo, privo di recinzione, nel deserto. Nella stagione di punta vengono trattati oltre mille capi al giorno.
La maggior parte dei cammelli che giungono a Shalatin provengono dall'Eritrea e dal Sudan e sono della specie dette bishari e sudani, sono abbastanza selvaggi e vengono utilizzati prevalentemente come cibo. Infatti la maggior parte dei clienti sono macellai, detti in lingua locale gazaar. Gli animali vengono comprati a peso che viene valutato ad occhio, in quanto non ci sono bilance.
Storicamente il commercio dei cammelli a Shalatin è controllato dai Rashayda, una tribù beduina di circa 300 famiglie che controlla e organizza gli arrivi e le partenze da Shalatin. I Rashayda, in base alla loro condizione di nomadi, sono privi di cittadinanza e quindi sono gli unici a potersi muovere liberamente attraverso la frontiera con il Sudan senza necessità di permessi.
I Rashayda hanno di fatto il monopolio del commercio dei cammelli in questa regione, mentre il trasporto degli animali verso gli altri, è appaltato ai Bashaira (o Bisharin), un'altra tribù nomade della zona (facente parte dell'etnia Beja) che ha dato il nome ad un tipo di cammelli (detti infatti bishari).
I Rashayda vestono tipicamente con la galabeya, la lunga tunica tradizionale indossata degli uomini in Egitto, dai colori molto decisi, con sopra dei gilet pieni di tasche. Il loro status simbol è la frusta ed il coltello arabo ricurvo che portano infilato nella cintola.